# 英國皇家空軍第28中隊
皇家空軍第28陸軍協調中隊（No. 28 (Army Co-operation) Squadron）的指揮部設在牛津郡的英國皇家空軍本臣空軍基地，現時採用的機種是亞古士打韋斯特蘭的EH101灰背隼（HC3/HC3A）直升機。 

## 歷史

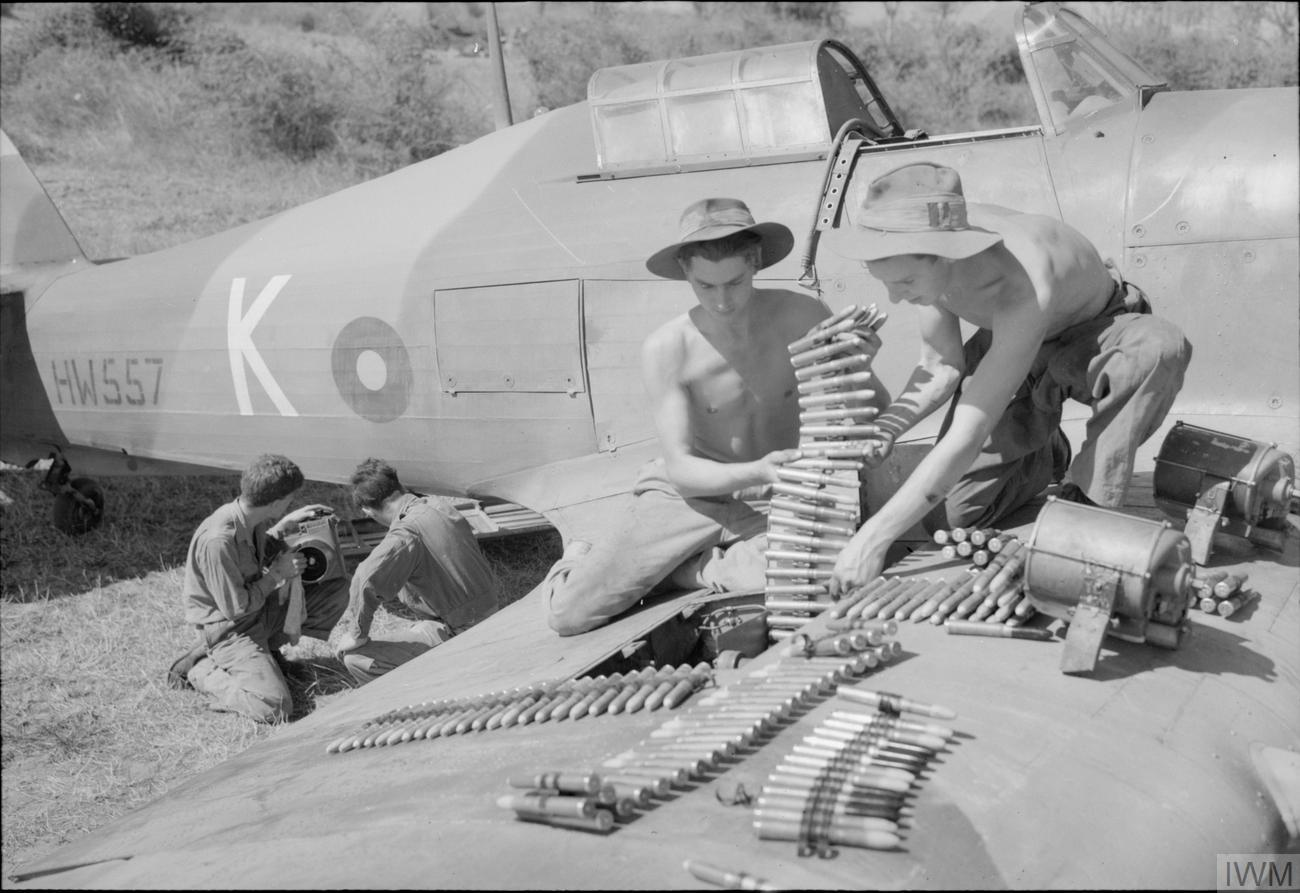
1943年，一台隸屬第28中隊的颶風IIC式戰鬥機正在裝填彈藥。

第28中隊於1915年11月7日組成。第一次世界大戰後，被派遺到印度支援英國陸軍。第二次世界大戰期間，第28中隊採用韋斯特蘭呂山德聯絡機。1942年12月後期，採用颶風戰鬥轟炸機。1943至1945年，第28中隊在緬甸境內運作。1945年起改用噴火戰鬥機。1949年，第二次世界大戰完畢後，其總部遷往英屬香港，並駐守啟德皇家空軍基地，肩負起英國遠東區空軍的戰鬥和偵察任務。
1968年3月，第28中隊從原駐新加坡的第103中隊接收旋風式直升機。1972年1月換裝韋斯特蘭韋塞克斯直升機，旋風式直升機於同年8月被全數汰換。1978年，中隊轉移駐守石崗皇家空軍基地。1996至1997年6月英軍撤離期間，中隊被調回啓德機場，並且是最後一支撤離香港的英國皇家空軍部隊。該中隊在撤出香港前，將所有韋塞克斯直升機出售給巴拉圭。

## 曾採用的機種

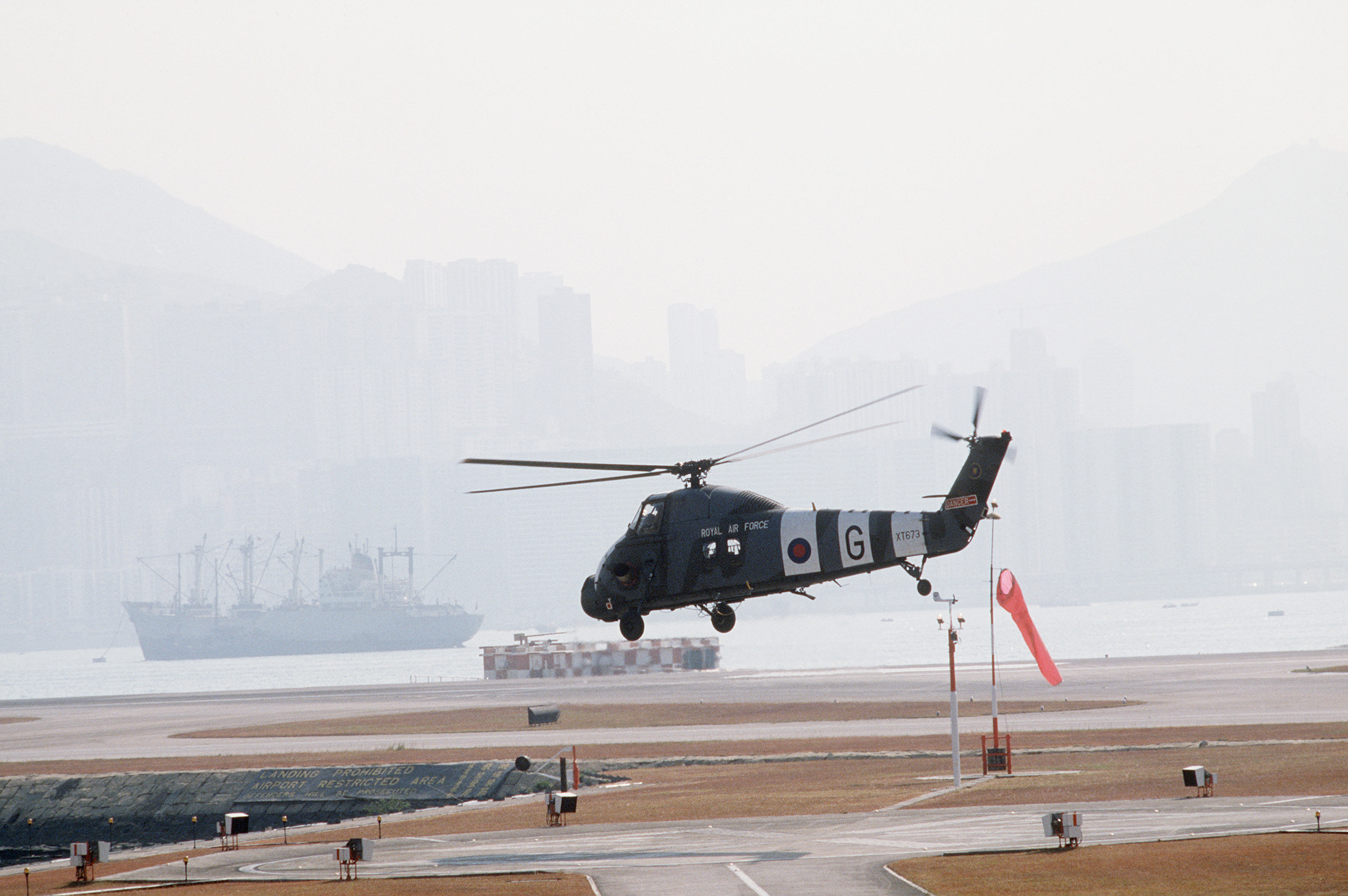
1983年，一台第28中隊的韋斯克斯直昇機（Wessex HC2） 正從香港啟德機場起飛。

- 1945年 - 噴火戰鬥機 (Supermarine Spitfire)
- 1951年 - 德哈維蘭吸血鬼戰鬥機（de Havilland DH.100 Vampire）
- 1956年 - 德哈維蘭毒液戰鬥轟炸機（de Havilland DH.112 Venom）
- 1962年 - 霍克獵手戰鬥機（Hawker Hunter）
- 1968年 - 韋斯特蘭旋風直升機（Westland Whirlwind（英语：Westland Whirlwind (helicopter)））
- 1972年 - 韋斯特蘭韋塞克斯直升機（Wessex HC2）

## 現時角色
1995年3月，皇家空軍訂購了22架灰背隼HC3直升機，首架在2001年3月7日由當時的GKN韋斯特蘭付運。第28中隊在2001年7月17日正式在本臣空軍基地重組，是該部隊長期以來，第一次駐守英國本土。
2003年4月1日，巴爾幹半島內戰期間，第28中隊首次以北約維持和平部隊之名，被派駐波士尼亞的巴尼亞盧卡城。同日，灰背隼直升機取得它的作戰能力批核，亦是中隊首次正式使用灰背隼直升機執行任務。2004年3月31日, 28中隊終止波士尼亞的任務，並開始為在伊拉克執行任務作準備。 
2005年3月1日開始到現在，第28中隊展開英軍在伊拉克境內執行的TELIC作戰計劃，並駐守巴士拉港。
由於經丹麥增購了6架灰背隼HC3A直升機，為免令第28中隊在管理上變得難於操作，2007年12月3日第28中隊被分為3小隊：分別為1─第28中隊；2─第78中隊和3─灰背隼直升機工程中隊。
第28中隊現在分為1個總部飛行隊，2個任務飛行隊和灰背隼直升機任務改装飛行隊。現時的總指揮是李治·陸克先生。